# Ilidža
Ilidža – miejscowość w Bośni i Hercegowinie, w Federacji Bośni i Hercegowiny, w kantonie sarajewskim, siedziba gminy Ilidža. W 2013 roku liczyła 63 528 mieszkańców, z czego większość stanowili Boszniacy.